# روغن‌ماهی سیب‌زمینی
روغن‌ماهی سیب‌زمینی (نام علمی: Epinephelus tukula) نام یک گونه از تیره هامورماهیان است.